# Ela ela
Ela Ela — сингл греческой группы Axis с их второго одноимённого альбома.

## История создания
Группа играла некоммерческий прогрессив-рок с элементами психоделии. Несмотря на скромные продажи первых записей, коллектив активно гастролировал, преодолевая большие расстояния от Голландии и Бельгии на севере до Испании и Италии на юге.
Алекос Каракантос в своих воспоминаниях указывал на то, что участники группы часто пели её, когда ехали на концерты между городами, в которых играли. Изначально идеи о коммерциализации композиции не было. Висвикис нашёл подходящие слова, было быстро сочинено введение.
Песня быстро стала визитной карточкой группы. Благодаря простой ритмической структуре и легко запоминаемому рефрену, её исполнение активно поддерживалось зрителями. Спустя некоторое время, находясь на вершине популярности, Axis записали сингл «Someone», который также попал в хит парады, но имел более скромный успех, тем не менее группа получила приглашение принять участие в записи телеверсии TOPPOP. Музыканты тогда выбрали сингл «Someone», однако превзойти или повторить успех Ela Ela группе так и не удалось.
Содержание песни представляет собой незамысловатый текст с повторяющейся вставкой «Эла, эла, лала-ла-ла-ла-лала».

## Места в хит-парадах и чартах
Голландский топ 40
Сингл находился 8 недель в Голландском топ 40.
| Место: | 20 | 7 | 4 | 3 | 5 | 7 | 12 | 22 | 40 |

Голландский Daverende 30
Сингл находился в топе с 22 апреля 1972 года до 16 июня 1972 года в голландском Daverende 30.
| Неделя: | 1  | 2 | 3 | 4 | 5 | 6 | 7  | 8  |
| ------- | -- | - | - | - | - | - | -- | -- |
| место:  | 22 | 9 | 4 | 3 | 5 | 8 | 15 | 20 |

Бельгийский BRT Top 30
Сингл находился в Бельгийском топе BRT Top 30 с 27 сентября 1972 года до 28 августа 1972 года.
| Неделя: | 1  | 2  | 3 | 4  | 5  | 6  | 7  | 8  | 9  |
| ------- | -- | -- | - | -- | -- | -- | -- | -- | -- |
| Место:  | 19 | 10 | 7 | 10 | 16 | 15 | 11 | 13 | 12 |

Фландрия Ultratop_50_Singles_(Vlaanderen)
Сингл находился в топе Ultratop_50_Singles_(Vlaanderen) с 13 мая 1972 года до 4 августа 1972 года.
| Неделя: | 1  | 2  | 3 | 4 | 5 | 6 | 7  | 8  | 9  | 10 | 11 | 12 |
| ------- | -- | -- | - | - | - | - | -- | -- | -- | -- | -- | -- |
| Место:  | 22 | 20 | 9 | 6 | 5 | 8 | 10 | 15 | 16 | 16 | 13 | 28 |

Radio 2 Top_2000_(Nederland)
Песня вошла в топ-2000 в Нидерландах в 2002 году, заняв 1833 место.

## Некоторые кавер-версии и ремиксы
- The Les Humphries Singers — Ela Ela (Guzt Edit)[11]
- ELA ELA (PALOMITA DE MAIZ) — LES HUMPHRIES 1974 VERBENAZO DE LOS 70’S[12]
- Bingo! — Arabeat[13]
- De Pitaboys — Arabeat[14]
- Andy Roth — Ela — ela (Duits)[15]
- Cliff Carpenter und sein Orchester (197?)[16]
- Charly Bourbon & die Bourbon Family Heda Heda[17]
- Roberto Delgado Ela-Ela Instrumental[18]
- Costa & Lucas Cordalis — Ela Ela 2004[19]
- Walter Nita — Ela Ela (1982)[20]
- FeestDJ Diego ft. CDV — Waar is mijn batterie[21]